# Bộ trưởng Bộ Xây dựng (Việt Nam)
Bộ trưởng Bộ Xây dựng nước Cộng hòa Xã hội chủ nghĩa Việt Nam, thường được gọi tắt là Bộ trưởng Xây dựng, là thành viên Chính phủ Việt Nam đứng đầu Bộ Xây dựng chịu trách nhiệm quản lý trong lĩnh vực xây dựng, vật liệu xây dựng, nhà ở và công sở, kiến trúc, quy hoạch xây dựng đô thị, quy hoạch xây dựng nông thôn, hạ tầng kỹ thuật đô thị, quản lý nhà nước các dịch vụ công. Bộ trưởng thường là Ủy viên Trung ương Đảng.

## Chức năng và nhiệm vụ
Bộ trưởng là người đứng đầu Bộ Xây dựng, chịu trách nhiệm trước Quốc hội, Chủ tịch nước, Chính phủ, Thủ tướng Chính phủ về toàn bộ hoạt động của Bộ Xây dựng và có trách nhiệm phụ trách:
- Lãnh đạo, quản lý, chỉ đạo, điều hành mọi mặt hoạt động của Bộ theo chức năng, nhiệm vụ, quyền hạn của Bộ; những công việc thuộc thẩm quyền, trách nhiệm của Bộ và Bộ trưởng được quy định trong Luật Tổ chức Chính phủ, Quy chế làm việc của Chính phủ và các văn bản quy phạm pháp luật khác có liên quan.
- Trực tiếp chỉ đạo các lĩnh vực, nhiệm vụ công tác:

- Công tác xây dựng Đảng, bảo vệ chính trị nội bộ;
- Chỉ đạo chung việc xây dựng hệ thống các cơ chế, chính sách, văn bản quy phạm pháp luật của ngành Xây dựng; các định hướng, chiến lược, quy hoạch, kế hoạch phát triển các lĩnh vực thuộc chức năng quản lý nhà nước của Bộ;
- Tổ chức triển khai thực hiện các Nghị quyết, chương trình, kế hoạch của Chính phủ và Quốc hội;
- Công tác kế hoạch, chương trình công tác của Bộ;
- Công tác Đầu tư từ nguồn vốn ngân sách nhà nước;
- Công tác tổ chức cán bộ; Tổ chức bộ máy; quản lý công chức;
- Công tác thanh tra, kiểm tra và giải quyết khiếu nại, tố cáo;
- Công tác phòng, chống tham nhũng;
- Công tác thi đua - khen thưởng.
- Thực hiện nhiệm vụ:
  - Trưởng ban chỉ đạo cải cách hành chính của Bộ Xây dựng;
  - Trưởng ban Chỉ đạo Phòng, chống tham nhũng Bộ Xây dựng;
  - Chủ tịch Hội đồng nghiệm thu nhà nước các công trình xây dựng;
  - Chủ tịch Hội đồng Quy hoạch - Kiến trúc Bộ Xây dựng;
  - Chủ tịch Hội đồng Khoa học công nghệ Bộ Xây dựng;
  - Chủ tịch Hội đồng Thi đua - Khen thưởng Bộ Xây dựng.
- Trực tiếp chỉ đạo các đơn vị thuộc Bộ: Vụ Tổ chức cán bộ, Vụ Kế hoạch - Tài chính; Thanh tra Bộ.[1]

### Quyền hạn
Bộ trưởng Bộ Xây dựng trực tiếp giải quyết các công việc cụ thể sau:
- Quyết định về việc tổ chức bộ máy, biên chế, cán bộ, công chức, viên chức  theo quy định;
- Quyết định thành lập, chấm dứt hoạt động, giải thể Viện, Cục và các vấn đề liên quan đến bộ máy, biên chế của Cơ quan thuộc Bộ và quyết định về danh sách bổ nhiệm, miễn nhiệm cán bộ, công chức, viên chức đi công tác nhiệm kỳ tại Cơ quan thuộc Bộ theo quy định của pháp luật;
- Quyết định bổ nhiệm, miễn nhiệm các chức vụ Viện trưởng, Phó Viện trưởng, Cục trưởng, Phó Cục trưởng, Vụ trưởng, Vụ phó và các chức vụ, chức danh tương đương;
- Phân công một Thứ trưởng làm Thứ trưởng Thường trực, giúp Bộ trưởng điều hành công việc chung của Bộ và phân công các Thứ trưởng phụ trách lĩnh vực công tác và điều chỉnh lĩnh vực công tác đã phân công;
- Trực tiếp giải quyết công việc có tính cấp bách và quan trọng mặc dù thuộc lĩnh vực đã được phân công của một Thứ trưởng, hay do Thứ trưởng đó đi vắng; quyết định những vấn đề còn có ý kiến khác nhau giữa các Thứ trưởng;
- Định kỳ chủ trì họp với các Thứ trưởng và nếu xét thấy cần thiết, với Trợ lý Bộ trưởng để thống nhất chủ trương, biện pháp chỉ đạo điều hành công việc của Bộ;
- Quyết định nội dung, thời gian, thành phần và chủ trì các cuộc họp quan trọng của Bộ;
- Quyết định bổ nhiệm, miễn nhiệm Giám đốc và Phó Giám đốc Học viện; Hiệu trưởng, Phó Hiệu trưởng các trường Đại học, Giám đốc và Phó Giám đốc Bệnh viện, Tổng Giám đốc, Phó Tổng giám đốc, Giám đốc và Phó Giám đốc của các Tổng công ty và Công ty trực thuộc Bộ
- Thực hiện các nhiệm vụ khác theo quy định của pháp luật.

## Điều kiện để trở thành Bộ trưởng Bộ Xây dựng
- Là công dân Việt Nam được sinh ra tại Việt Nam
- Là Ủy viên Trung ương Đảng[2]
- Ít nhất là 35 tuổi và tốt nghiệp Kỹ sư trở lên
- Từng giữ chức Thứ trưởng Bộ Xây dựng
- Được Thủ tướng đề cử ra ứng cử bầu giữ chức Bộ trưởng Bộ Xây dựng tại Quốc hội

## Bộ trưởng qua các thời kỳ
| STT | Tên                        | Nhiệm kỳ                                         | Ghi chú                                     |
| --- | -------------------------- | ------------------------------------------------ | ------------------------------------------- |
| 1   | Trần Đăng Khoa             | 9/1955 - 4/1958                                  | Bộ trưởng Bộ Thủy lợi và Kiến trúc          |
| 2   | Bùi Quang Tạo              | 4/1958 - 6/1973                                  | Bộ trưởng Bộ Kiến trúc                      |
| 3   | Lê Thanh Nghị              | Chính phủ nhiệm kỳ Quốc hội khóa II (1960-1964)  | Chủ nhiệm Ủy ban Kiến thiết cơ bản Nhà nước |
| 4   | GS. Viện sĩ Trần Đại Nghĩa | Chính phủ nhiệm kỳ quốc hội khóa III (1964-1971) | Chủ nhiệm Ủy ban Kiến thiết cơ bản Nhà nước |
| 5   | Đỗ Mười                    | 6/1973 - 11/1977                                 | Phó Thủ tướng - Bộ trưởng Bộ Xây dựng       |
| 6   | Đồng Sĩ Nguyên             | 11/1977 - 4/1982                                 | Bộ trưởng Bộ Xây dựng                       |
| 7   | Huỳnh Tấn Phát             | 1979 - 6/1982                                    | Chủ nhiệm Ủy ban Xây dựng Cơ bản Nhà nước   |
| 8   | Đỗ Quốc Sam                | 10/1982 - 3/1988                                 | Chủ nhiệm Ủy ban Xây dựng Cơ bản Nhà nước   |
| 9   | Phan Ngọc Tường            | 4/1982 - 10/1989                                 | Bộ trưởng Bộ Xây dựng                       |
| 10  | Ngô Xuân Lộc               | 10/1989 - 1997                                   | Bộ trưởng Bộ Xây dựng                       |
| 11  | Nguyễn Mạnh Kiểm           | 1997 - 2002                                      | Bộ trưởng Bộ Xây dựng                       |
| 12  | Nguyễn Hồng Quân           | 8/2002 - 3/8/2011                                | Bộ trưởng Bộ Xây dựng                       |
| 13  | Trịnh Đình Dũng            | 3/8/2011 - 8/4/2016                              | Bộ trưởng Bộ Xây dựng                       |
| 14  | Phạm Hồng Hà               | 9/4/2016 - 7/4/2021                              | Bộ trưởng Bộ Xây dựng                       |
| 15  | Nguyễn Thanh Nghị          | 8/4/2021 - 18/2/2025                             | Bộ trưởng Bộ Xây dựng                       |
| 16  | Trần Hồng Minh             | 18/2/2025-nay                                    |                                             |